# Печать Монтаны
Большая печать штата Монтана (англ. Great Seal of the State of Montana) — один из государственных символов штата Монтана, США. 

## История
Была принята в 1865 году, когда Монтана была территорией США. Когда в 1889 году Монтана была объявлена штатом США, то было решено использовать ту же печать. В 1891 году были внесены предложения для внесения изменений или принятия новой печати, но ни одно из этих предложений не было принято. 

## Символика
Внутри кольца содержится надпись «The Great Seal of the State of Montana» (англ. «Большая печать штата Монтана»). Внутри круга изображён ландшафт гор, лес, равнина и река Миссури с водопадом. Плуг, кайло и лопата представляют индустрию штата. Девиз штата внизу гласит «Oro y Plata» (исп. «Золото и серебро»).